# 람보르기니 이슬레로
람보르기니 이슬레로(Lamborghini Islero)는 이탈리아의 자동차 제조업체 람보르기니가 1968년과 1969년 사이에 제작한 스포츠카이다. 1968년 제네바 오토 쇼에서 데뷔하였으며, 400GT의 V12 엔진을 수정해서 얹어놓았다.
이슬레로(실제 영어 발음이 "eez-LEHR-oh")의 이름은, 1947년 8월 28일, 스페인의 유명한 투우사인 마뉴엘 로드리게즈(Manuel Rodriguez) 마놀레테("Manolete")를 죽인 이슬레로 황소에게서 따온 이름이다. 이슬레로를 키운 사육자는 미우라이다. 1966년부터 1973년까지 람보르기니가 만든 미우라가 바로 유명한 투우사를 죽인 이슬레로 황소 사육자의 이름이다.
카로체리아 투어링은 람보르기니의 섀시를 만들어주다가 결국 회사가 파산하게 됐다. 카로체리아 투어링의 마라치는 회사의 새로운 투자자로 마리오 마라치를 선택하게 된다. 마리오 마라치는 카로체리아 투어링에서 오랫동안 일한 사람 중에 한 명이었다. 이슬레로의 디자인은 근본적으로 400GT의 차체를 다시 만드는 것부터 시작했다. 하지만 좋은 외형을 표현하기 위한 판넬 사이를 제대로 껴맞출 부품들이 부족해 자칫 잘못하면 만들어질 이슬레로의 차체에 나쁜 영향을 끼칠 수 있었고, 이슬레로가 사용할 광폭 타이어를 위한 시험 시승용 트랙의 수정도 할 수 없었다. 물론 이전 모델(400GT)에 비해선 실내의 방음장치 등이 더 많이 개선된 것이 사실이었다.
1969년, 이슬레로의 상위 버전인 이슬레로 S가 출시됐다. 엔진은 바로 전 모델인 이슬레로가 사용하던 것을 조금 더 개조한 것이었지만, 출력이 높아진 것과 반대로 토크는 그대로였다. 이슬레로 S는 약간의 외형이 변경됐는데, 반사광을 키운 앞쪽 펜더 부분을 포함해서 지붕 쪽에 있는 스쿠프(공기 흡입구)가 커졌다.(지붕에 있는 스쿠프는 실내에 유입되는 공기를 위한 것이지 엔진을 위한 것은 아니다.) 조금 더 크게 만들어진 휀더와 엷은 색으로 칠해진 창문, 부분적으로 수정된 문짝의 창문 등이 가장 크게 변한 부분이었고, 기존 이슬레로의 눈물 방울 모양의 좌우 방향 지시등은 동그랗게 변했다. 이슬레로 S는 이슬레로보다 훨씬 큰 브레이크 디스크를 장착했으며, 뒷쪽 서스펜션은 다른 것으로 바뀌었고 실내와 대시보드가 많은 수리를 거쳤다.
이슬레로 S는 딱 100대의 견본품이 만들어졌다. 이슬레로라는 이름을 달고 만들어진 차는 총 225대였다. 페루치오 람보르기니가 이슬레로를 만들고 있던 시기에, 그의 형제인 에드먼도(Edmondo)가 스릴러 영화 로저 무어의 이중생활(The Man Who Haunted Himself)에서 이슬레로를 타고 나타나 외향적으로 많은 인기를 얻었다.(에드먼도 역시 큰 인기를 얻었다.)
이슬레로의 차대번호는 #6xxx로 시작하며, 현재까지 확인된 이슬레로의 주인들은  보관됨 2010-05-13 - 웨이백 머신에서 볼 수 있다.

## 성능
| 이름       | 엔진               | 출력                          | 토크                | 0 - 60 mph (96 km/h) 가속 | 최고 속도          |
| ---------- | ------------------ | ----------------------------- | ------------------- | ------------------------- | ------------------ |
| 이슬레로   | 4.0L (3939 cc) V12 | 325 제동마력(bhp) @ 6,500 RPM | 375 N·M @ 4,500 RPM | 6.4초                     | 248 km/h (154 mph) |
| 이슬레로 S | 위와 동일          | 350 제동마력(bhp)             | 위와 동일           | 6.2초                     | 259 km/h (161 mph) |